# Маслово (Одесская область)
Маслово (укр. Маслове) — село, относится к Ивановскому району Одесской области Украины.
Население по переписи 2001 года составляло 48 человек. Почтовый индекс — 67231. Телефонный код — 4854. Занимает площадь 0,282 км². Код КОАТУУ — 5121880704.

## Местный совет
67231, Одесская обл., Ивановский р-н, с. Белка, переул. Школьный, 9